# Åmøy
Åmøy är en ö i Stavangers kommun i Rogaland fylke i sydvästra Norge.
Tidigare var ön delad mellan två kommuner då Vestre Åmøy tillhörde dåvarande Rennesøy kommun medan Austre Åmøy tillhörde Stavangers kommun. Många av öns invånare önskade då att samla ön i en och samma kommun och det pågick en debatt om att hålla en folkomröstning där befolkningen kunde ta ställning till saken. Denna fråga fick dock en lösning när Rennesøy kommun den 1 januari 2020 gick upp i Stavangers kommun.